# Indonesisch agentschap voor meteorologie, klimatologie en geofysica
Indonesisch agentschap voor meteorologie, klimatologie en geofysica (Badan Meteorologi, Klimatologi, dan Geofisika, afgekort door BMKG) is de meteorologische dienst van Indonesië.

## Geschiedenis
In 1841 begon Dr. Onnen, het hoofd van het ziekenhuis in Bogor, met meteorologische en geofysische waarnemingen in Indonesië.
De Nederlandse overheid stichtte daarna in 1866 een overheidsinstelling met de naam Magnetisch en Meteorologisch Observatorium.
De huidige naam (BMKG) dateert uit 2008 uit presidentiële verordening nr. 61, en heeft de status van een niet-ministeriële overheidsinstelling.

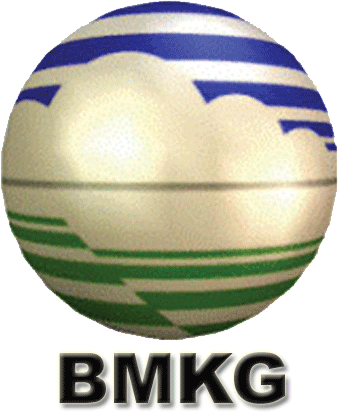
Huidig logo van BMKG (–2010)
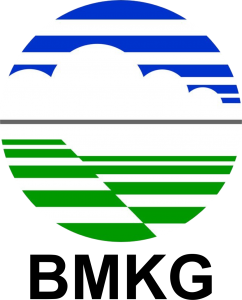
Logo van BMKG (2010–)